# Centistina congoana
Centistina congoana är en stekelart som beskrevs av De Saeger 1946. Centistina congoana ingår i släktet Centistina och familjen bracksteklar. Inga underarter finns listade.